# 完顏烏故乃
完颜烏故乃（?—?），为金朝宗室，金世祖劾里鉢的儿子。母亲仆散氏。
为金太祖、金太宗的异母弟。在金国建立之前已死。天会十五年（1137年），金熙宗大封宗室，追封完颜乌故乃为汉王，正隆年间例改封汉公。

## 資料
- 《金史》卷六十五 列传第三